# Arial
Arial – jeden z najbardziej powszechnych krojów pisma używanych przy druku. Jest to krój proporcjonalny, jednoelementowy, bezszeryfowy. Stanowi odpowiednik Helvetiki zaprojektowany przez firmę Monotype. Mimo posiadania tych samych metryk co Helvetica, Arial pochodzi od Monotype Grotesque i jest w zauważalnie innym stylu.
Font dostarczany z wieloma popularnymi systemami operacyjnymi.

## Przykłady
- Arial
- poniższy akapit zostanie wyświetlony za pomocą kroju Arial, a w przypadku jego braku za pomocą Helvetiki lub kroju stałopozycyjnego (nieproporcjonalnego).
Lorem ipsum dolor sit amet, consectetur adipisicing elit, sed do eiusmod tempor incididunt ut labore et dolore magna aliqua. Ut enim ad minim veniam, quis nostrud exercitation ullamco laboris nisi ut aliquip ex ea commodo consequat. Duis aute irure dolor in reprehenderit in voluptate velit esse cillum dolore eu fugiat nulla pariatur. Excepteur sint occaecat cupidatat non proident, sunt in culpa qui officia deserunt mollit anim id est laborum. Cyfry: 0123456789; polskie znaki diakrytyczne: ąćęłńóśźżĄĆĘŁŃÓŚŹŻ; znaki podobne: l I 1 , O 0 ; przykład transkrypcji IPA: /ɪɡ'zɑːmpəl əv aɪpiː'eɪ tɹɑːn'skɹɪpʃən/. Arabski: العربية (al-ʻarabiyyah); chiński: 这是一些汉字。 (zhè shì yī xiē hàn zì.); cyrylica: Кириллица (kirillitsa); grecki: Ελληνικά (elliniká); khmerski: កខ; litery skandynawskie: ÅÄÆÖØ åäæöø; tajski: ฟหกดึ้.

## Odmiany
- Arial Regular
- Arial Black: Arial Black, Arial Black Italic
- Arial Narrow: Arial Narrow Regular, Arial Narrow Bold, Arial Narrow Italic, Arial Narrow Bold Italic. Ten wariant jest w skróconej wersji
- Arial Rounded: Arial Rounded Light, Arial Rounded Regular, Arial Rounded Medium, Arial Rounded Bold, Arial Rounded Extra Bold
- Arial Special: Arial Special G1, Arial Special G2
- Arial Light, Arial Medium, Arial Extra Bold, Arial Light Condensed, Arial Condensed, Arial Medium Condensed, Arial Bold Condensed
- Arial Monospaced: w tym wariancie takie znaki jak @, M, W są przeprojektowane
- Arial Unicode MS

## Dystrybucja
Arial został wprowadzony jako fonty w formacie TrueType w 1990 r., a w PostScript Type 1 w 1991 roku. Od roku 1999 wersja Arial Unicode MS, zawierająca wiele znaków Unikodu, jest dołączana do pakietu Microsoft Office. W formacie Type 1 Arial był rozpowszechniany również z oprogramowaniem Acrobat Reader.
Ascender Corporation prowadzi sprzedaż Arialu w formacie TrueType, przy czym fonty te posiadają oznaczenie „WGL” na końcu nazwy. Ponadto Monotype prowadzi sprzedaż Arialu z pomniejszonym zestawem znaków. Wersja WGL obejmuje: Arial (zwykłe, pogrubienie i kursywę), Arial Black, Arial Rounded (zwykłe, pogrubienie), Arial Narrow (zwykłe, pogrubienie, kursywa).